# Salen Tre kronor

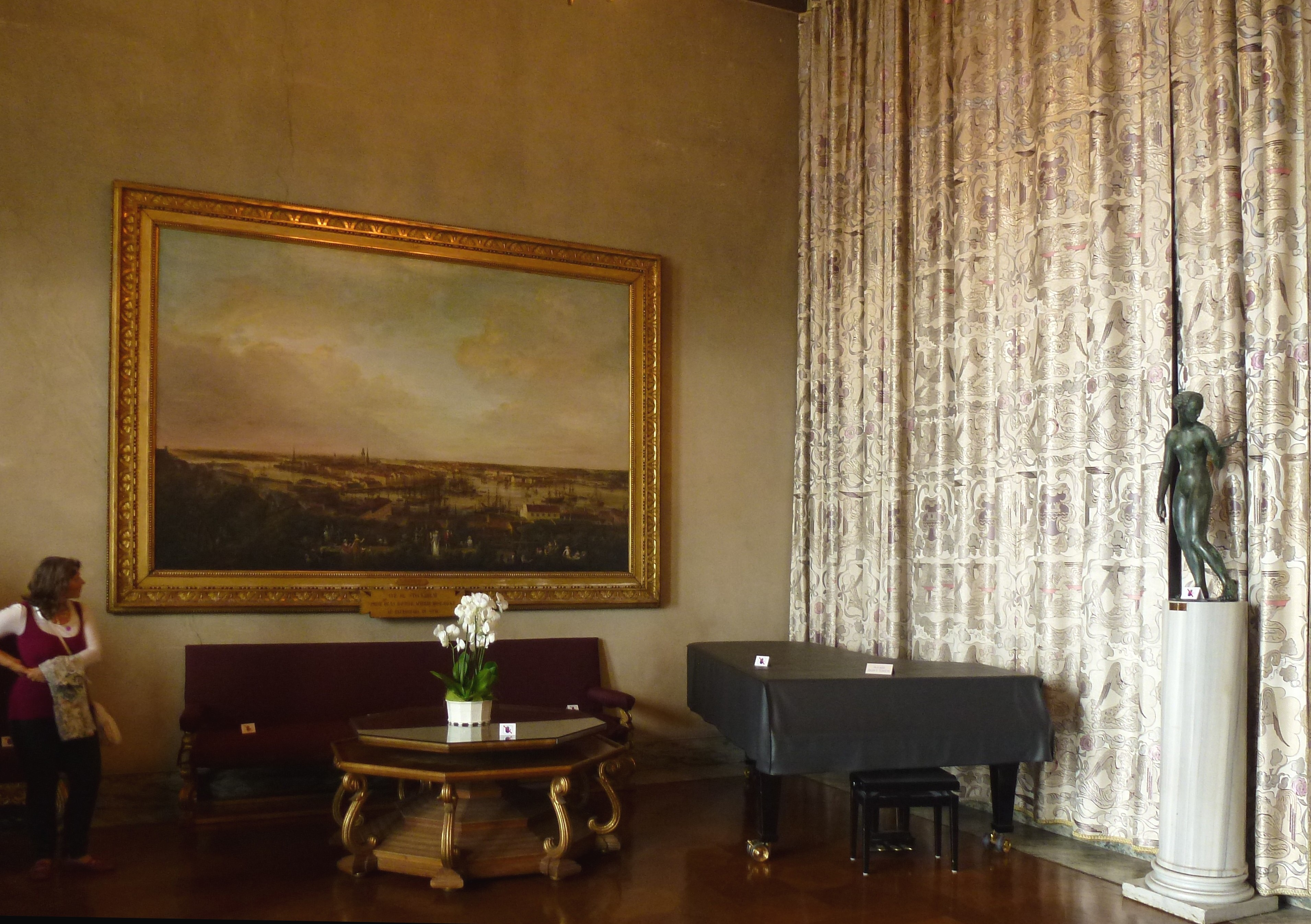
Salen Tre kronor med Elias Martin 1700-talsmålning "Stockholm från Mosebacke".

Salen Tre kronor är en sal i Stockholms stadshus. Salen ligger i “Södra längan” i anslutning till Gyllene salen och har fått sitt namn efter de tre stora takkronorna som hänger i taket. 

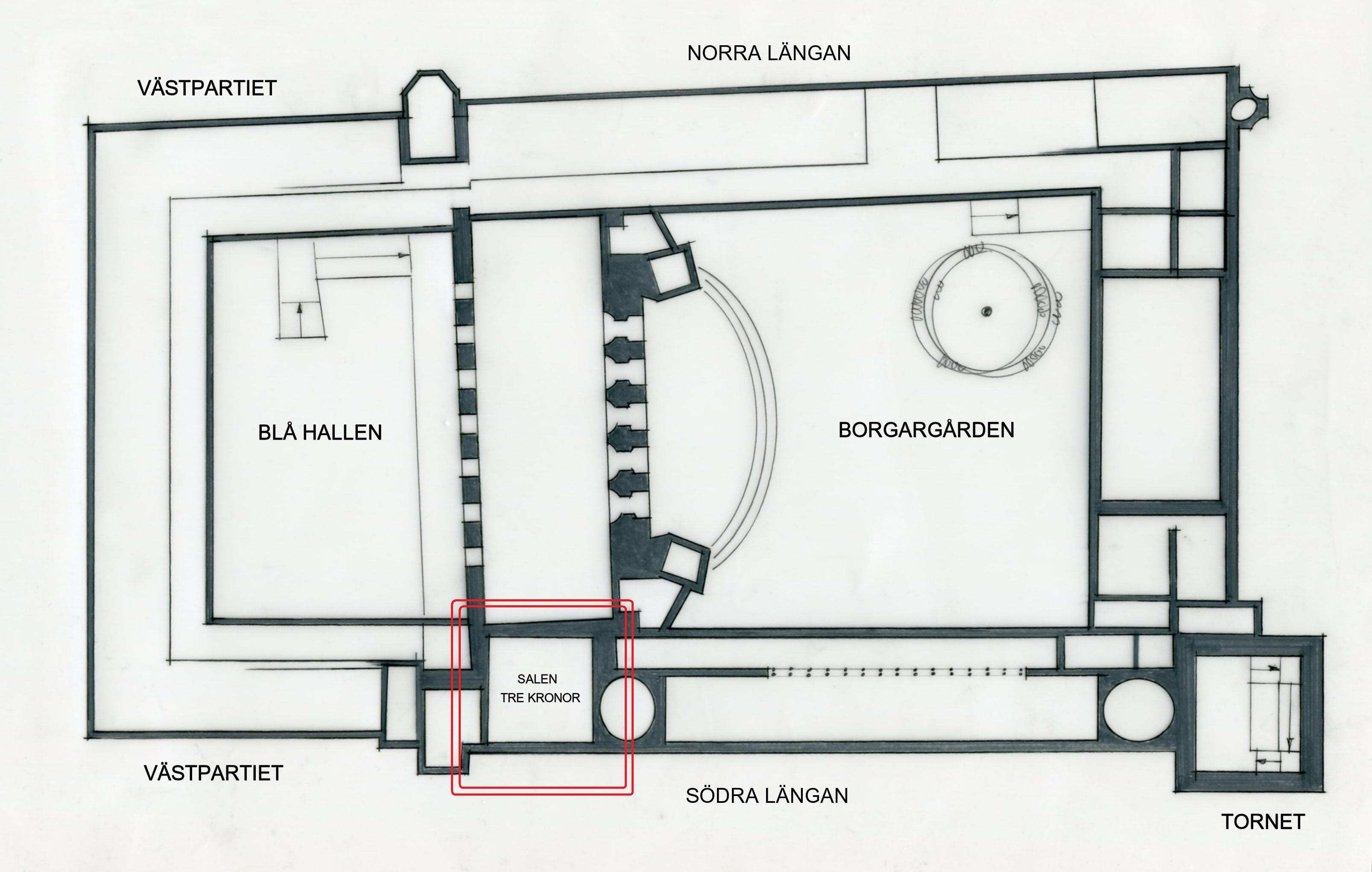
Orienteringsplan.

Gestaltningen av “Salen Tre kronor” kom till i ett mycket tidigt stadium av stadshusprojekteringen. Redan 1909 fanns det med på ritningarna med samma namn som idag. I 1914 års ritningsvariant hade Ragnar Östberg gett rummet sin nuvarande placering och form (nästan kvadratisk). Östberg och hans kollegor arbetade mycket med utformningen av det stora tredelade fönstret som utgör ett dominant inslag på södra fasaden.
Salen är det enda rum i Stadshuset som har ett synligt träbjälklag som ger rummet karaktär av “Vasarum”. Möbleringen med bland annat ett stort ekskåp, som döljer en ventilationskanal, ritades av Ernst Spolén. Två av väggarna pryds av sidendraperier som skapades av Maja Sjöström. På den tredje väggen hänger 1700-talsmålningen "Stockholm från Mosebacke" av Elias Martin. Den fjärde väggen består huvudsakligen av fönster med utsikt över Riddarfjärden.

## Bilder

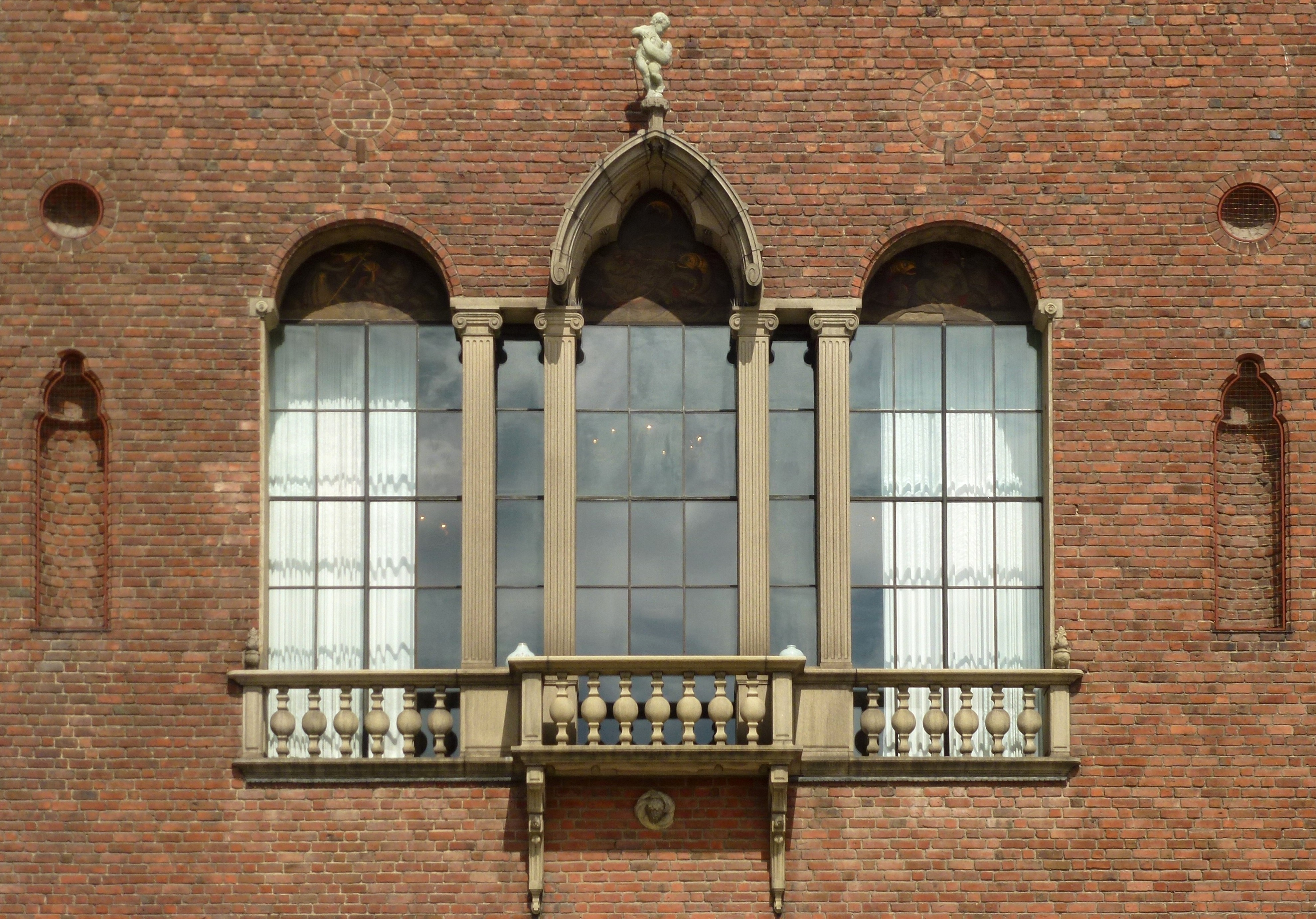
Fönstret mot Riddarfjärden.
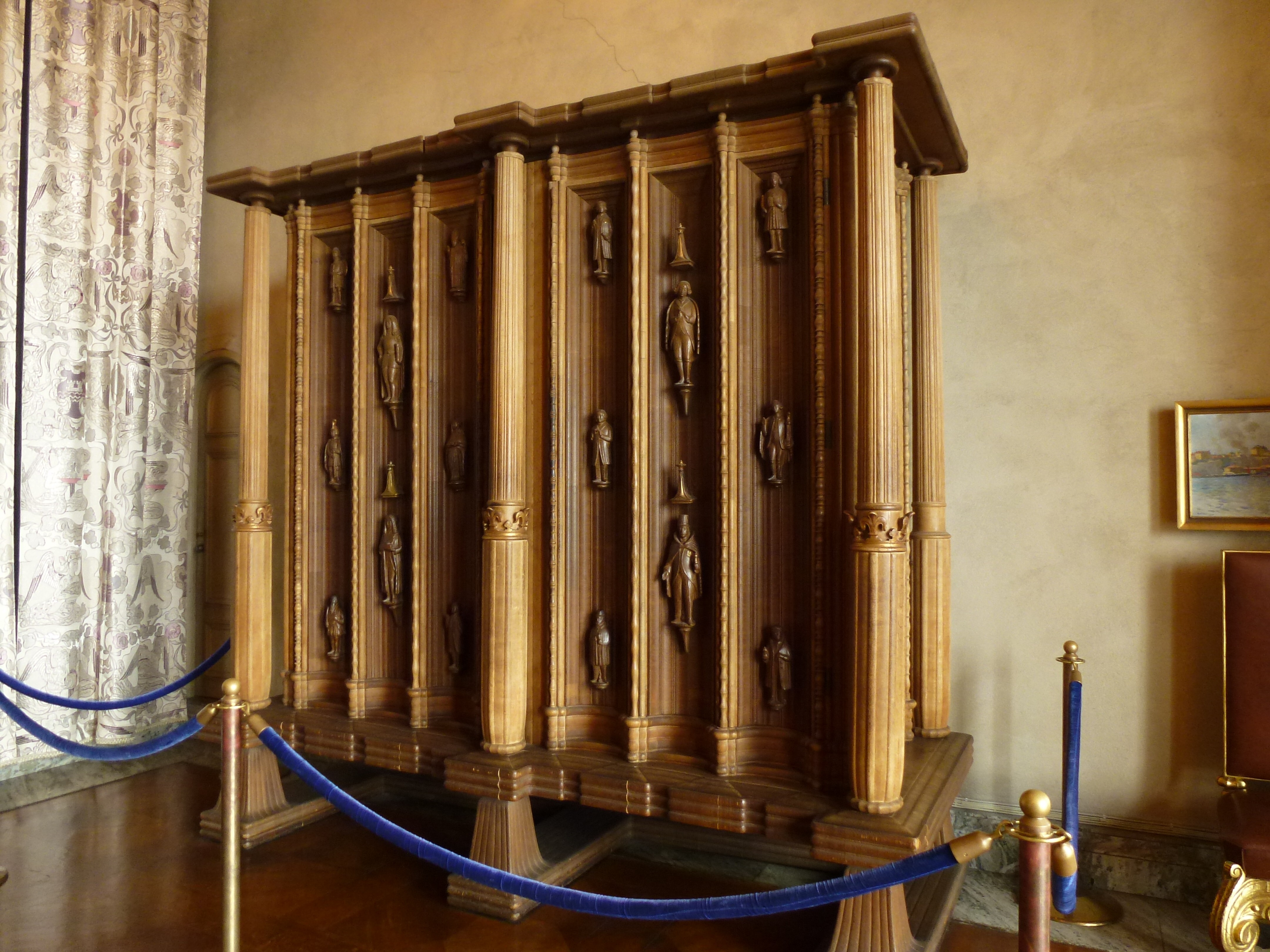
Salen Tre kronor och Ernst Spoléns ekskåp.
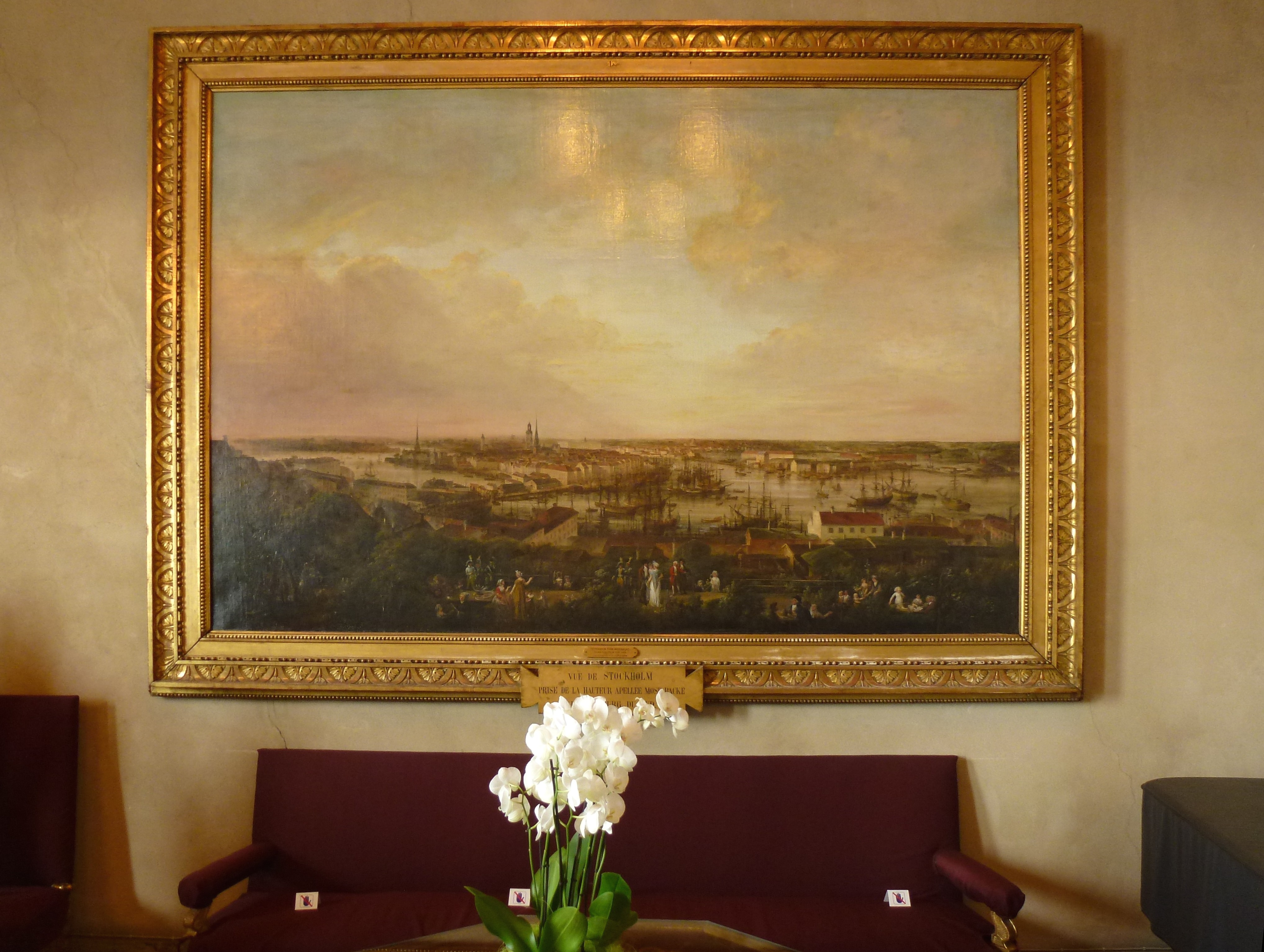
"Stockholm från Mosebacke" av Elias Martin.
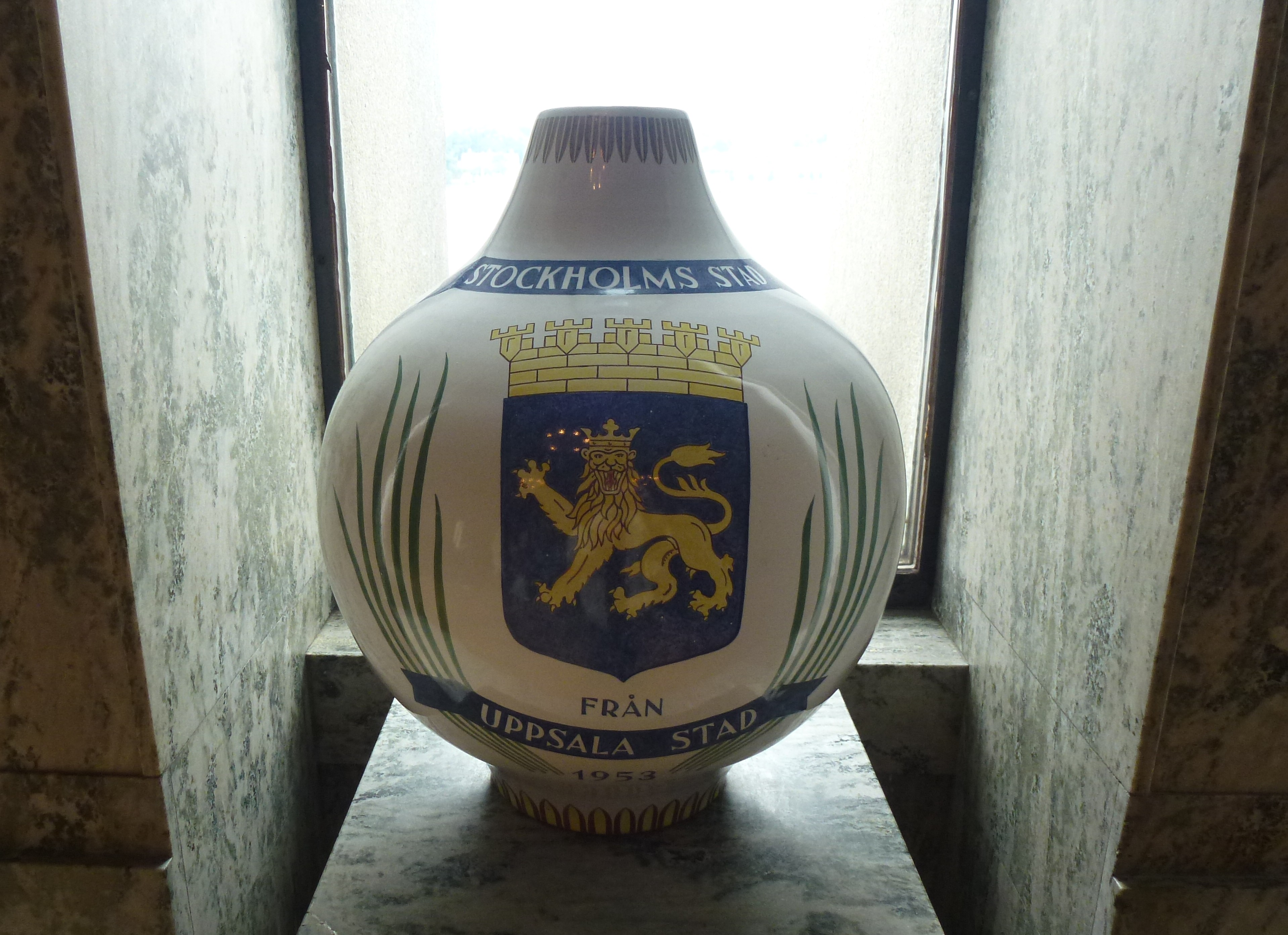
Gåva från Uppsala stad.